# Щедрик акацієвий
Ще́дрик акацієвий (Crithagra sulphurata) — вид горобцеподібних птахів родини в'юркових (Fringillidae). Мешкає в Східній, Центральній і Південній Африці.

## Опис
Довжина птаха становить 13,5-16 см, вага 15-35,3 г. Самці мають більш яскраве забарвлення, ніж самиці. Верхня частина тіла жовтувато-зелена, поцяткована темно-зеленими смужками, на крилах дві жовті смужки. Нижня частина тіла жовта, боки і груди мають зеленуватий відтінок. Крила і хвіст чорнуваті, пера на них мають жовтувато-зелені края. Дзьоб чорнуватий, знизу біля основи світліший, лапи чорнувато-тілесного кольору, очі темно-карі. Забарвлення молодих птахів менш яскраве, сірувате, верхня частина тіла у них менш жовта. Представники південних популяцій мають більш зелен забарвлення, а північних — більш жовте.

## Таксономія

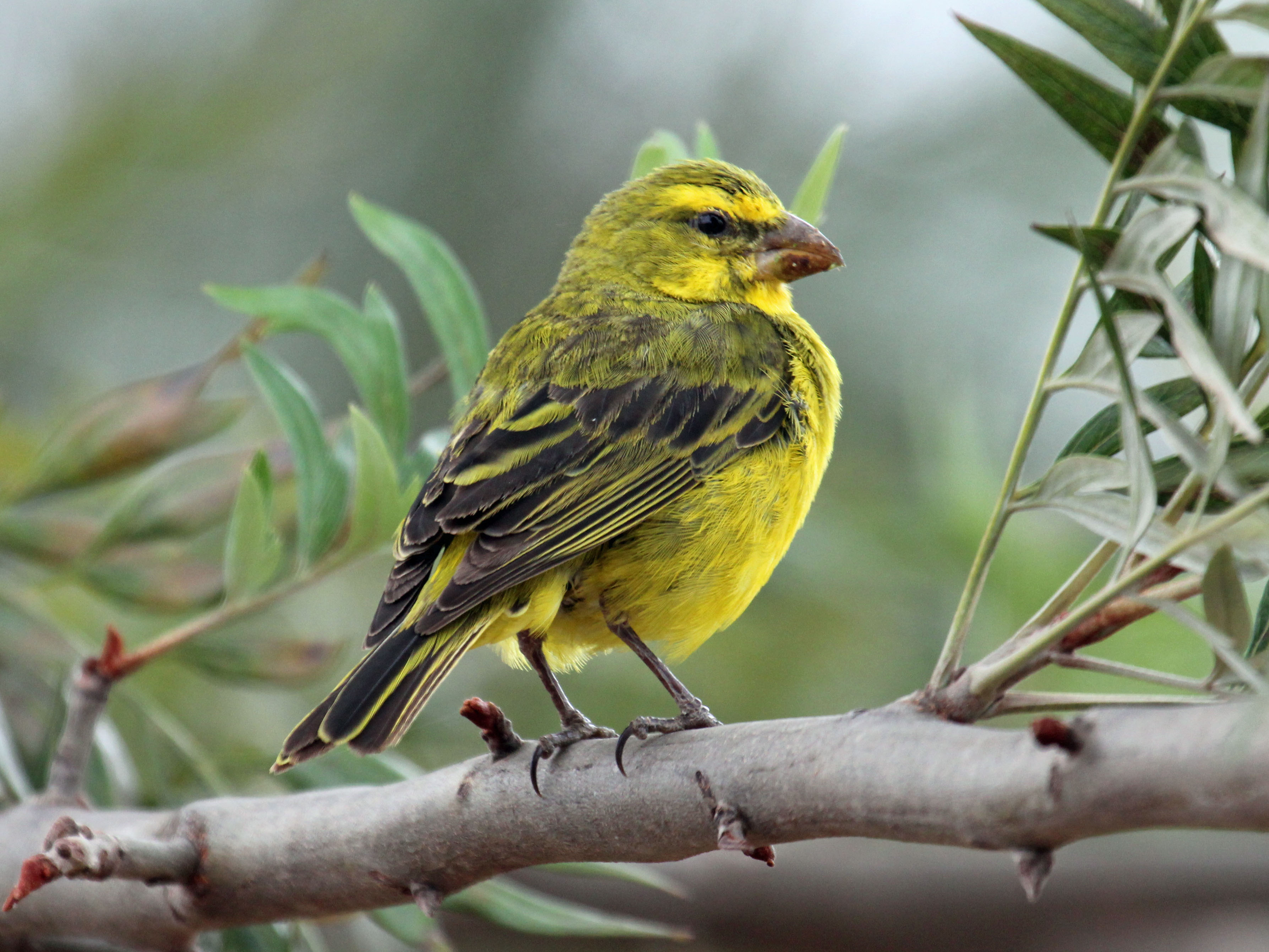
Акацієвий щедрик (Кенія)

В 1760 році французький зоолог Матюрен Жак Бріссон включив опис акацієвого щедрика до своєї книги "Ornithologie", описавши птаха за зразком, зібраним в районі мису Доброї Надії. Він використав французьку назву Le gros-bec du Cap de Bonne Espérance та латинську назву Coccothraustes Capitis Bonae Spei. Однак, хоч Бріссон і навів латинську назву, вона не була науковою, тобто не відповідає біномінальній номенклатурі і не визнана Міжнародною комісією із зоологічної номенклатури. Коли в 1766 році шведський натураліст Карл Лінней випустив дванадцяте видання своєї Systema Naturae, він доповнив книгу описом 240 видів, раніше описаних Бріссоном. Одним з цих видів був акацієвий щедрик, для якого Лінней придумав біномінальну назву Loxia sulphurata. Акацієвого щедрика традиційно відносили до роду Щедрик (Serinus), однак за результатами молекулярно-філогенетичного дослідження його, разом з низкою інших видів було переведено до відновленого роду Crithagra, описаного британським зоологом Вільямом Джоном Свенсоном у 1827 році. Акацієвий щедрик є типовим видом цього роду.

### Підвиди
Виділяють три підвиди:
- C. s. sharpii (Neumann, 1900) — від Анголи до північного сходу ДР Конго, Кенії, Танзанії і північного Мозамбіку;
- C. s. wilsoni Roberts, 1936 — Зімбабве, південний Мозамбік, Есватіні і схід ПАР;
- C. s. sulphurata (Linnaeus, 1766) — південь ПАР.

## Поширення і екологія
Акацієві щедрики мешкають в Кенії, Танзанії, Уганді, Руанді, Бурунді, Демократичній Республіці Конго, Анголі, Замбії, Малаві, Мозамбіку, Зімбабве, Південно-Африканській Республіці, Лесото і Есватіні. Вони живуть на сухих луках, місцями порослих поодинокими деревами та чагарниками, в сухих чагарникових заростях, зокрема в фінбоші, на полях, пасовищах, в садах і на плантаціях. Зустрічаються поодиці, парами або невеликими зграйками до 12 птахів. Живляться переважно насінням, а також комахами, зокрема термітами. Розмножуються протягом всього року, переважно під час вологого сезону. Гніздо чашоподібне, робиться з гілочок, корінців і сухих стебел, розміщується в колючих чагарниках, на висоті від 1 до 2 м над землею. В кладці 3-4 яйця білого або зеленуватого кольору. Інкубаційний період триває 14 днів, насиджує лише самиця. Пташенята покидають гніздо через 17 днів після вилуплення, однак батьки продовжують піклуватися про них ще 2 тижні.